# Seis
O seis (6), informalmente conhecido como meia-dúzia, ou meia (no Brasil) , é o número natural que segue o cinco e precede o sete.

## Propriedades matemáticas
- O primeiro número perfeito, visto que seus divisores próprios (1, 2 e 3) somam 6.[1] O número perfeito seguinte é o 28.
- É o terceiro número triangular.
- É o número fatorial de 3, ou seja, {\displaystyle 6=3!\,}
- Pode ser escrito de forma única como a soma de dois números primos: {\displaystyle 6=3+3\,}. Veja conjectura de Goldbach.